# فرودگاه بین‌المللی سووارنابومی
فرودگاه بین‌المللی سووارنابومی (به انگلیسی: Suvarnabhumi Airport) (به زبان بومی: ท่าอากาศยานสุวรรณภูมิ) یک فرودگاه همگانی مسافربری با کد یاتا BKK است که یک باند فرود آسفالت دارد و طول باند آن ۴۹۰۰ متر است. این فرودگاه در شهر بانکوک کشور تایلند قرار دارد و در ارتفاع ۲ متری از سطح دریا واقع شده‌است.

## شرکت‌های هواپیمایی و مقصدهای پروزای
| شرکت‌های هواپیمایی                          | مقصدهای پروازی |
| ------------------------------------------ | --- |
| آئروفلوت                                   | فرودگاه بین‌المللی شرمتیوو |
| ایر آستانه                                 | فرودگاه بین‌المللی آلماتی، فرودگاه بین‌المللی آستانه (قزاقستان) |
| ایر استرال                                 | فرودگاه بین‌المللی چنای (پایان در ۲۹ اکتبر ۲۰۱۶)، فرودگاه رولاند گرو |
| ایر چاینا                                  | فرودگاه بین‌المللی پکن، فرودگاه بین‌المللی هانگجو ژیاشان، فرودگاه بین‌المللی تیانجین بینهای |
| ایر فرانس                                  | فرودگاه شارل دوگل پاریس |
| ایر ایندیا                                 | فرودگاه بین‌المللی ایندیرا گاندی، فرودگاه بین‌المللی چاتراپاتی شیواجی |
| ایر ماکائو                                 | فرودگاه بین‌المللی ماکائو |
| آل نیپون ایرویز                            | فرودگاه هانه‌دا، فرودگاه بین‌المللی ناریتا |
| اژیا آتلانتیک ایرلاینز                     | فرودگاه بین‌المللی ناریتا، فرودگاه بین‌المللی انگوراه رای |
| آسیانا ایرلاینز                            | فرودگاه بین‌المللی اینچئون |
| آستریا ایر                                 | فرودگاه بین‌المللی وین |
| بانکوک ایرویز                              | فرودگاه بین‌المللی چیانگ مای، فرودگاه بین‌المللی مائه فه لوانگ-چینگ رایی، فرودگاه بین‌المللی دا نانگ (آغاز از ۲۵ مه ۲۰۱۶)، فرودگاه بین‌المللی شاه‌جلال، فرودگاه بین‌المللی هنگ کنگ، فرودگاه ساموی، فرودگاه کرابی، فرودگاه لمپانگ، فرودگاه بین‌المللی لوآنگ پرابانگ، فرودگاه بین‌المللی ابراهیم نصیر، فرودگاه بین‌المللی ماندالای، فرودگاه بین‌المللی چاتراپاتی شیواجی، فرودگاه نایپیداو، فرودگاه بین‌المللی پنوم‌پن، فرودگاه بین‌المللی پوکت، فرودگاه بین‌المللی سیم ریپ، فرودگاه چانگی سنگاپور، فرودگاه سوخوتاهی، فرودگاه ترات، فرودگاه بین‌المللی واتایی، فرودگاه بین‌المللی یانگون |
| بیجینگ کپیتال ایرلاینز                     | فرودگاه بین‌المللی لانگ‌دونگ‌بائو گوئی‌یانگ، فرودگاه بین‌المللی شی‌آن شیان‌یانگ، فرودگاه ژان‌جیانگ، |
| بیمان بنگلادش ایرلاینز                     | فرودگاه بین‌المللی شاه‌جلال |
| بوتان ایرلاینز                             | فرودگاه بین‌المللی نتاجی سبهاش چندر بوس، فرودگاه پارو |
| بریتیش ایرویز                              | فرودگاه هیترو لندن |
| Business Air                               | فرودگاه بین‌المللی اینچئون، فرودگاه بین‌المللی چنگچینگ ییانگبی |
| کامبوج انگکور ایر                          | فرودگاه بین‌المللی پنوم‌پن، فرودگاه بین‌المللی سیم ریپ |
| کاتای پاسیفیک                              | فرودگاه بین‌المللی هنگ کنگ، فرودگاه چانگی سنگاپور |
| سبو پسیفیک                                 | فرودگاه بین‌المللی نینوی آکوئینو |
| چاینا ایرلاینز                             | فرودگاه اسخیپول آمستردام (پایان در ۲ دسامبر ۲۰۱۶)، فرودگاه بین‌المللی گاوشیونگ، فرودگاه بین‌المللی تائویوان تایوان |
| هواپیمایی شرقی چین                         | فرودگاه بین‌المللی چنگدو شوانگلیو، فرودگاه بین‌المللی کونمینگ چانگشوی، فرودگاه لانجو ژنگچوان، فرودگاه بین‌المللی نانچانگ چانگبی، فرودگاه بین‌المللی نینگبو لیشه، فرودگاه بین‌المللی کینگدائو لیوتینگ، فرودگاه بین‌المللی شانگهای پودنگ، فرودگاه بین‌المللی ونچو یونگچیانگ، فرودگاه بین‌المللی ووهان تیانهه، فرودگاه بین‌المللی سانن شوفانگ، فرودگاه بین‌المللی ووسو تائی‌یوان، فرودگاه بین‌المللی شی‌آن شیان‌یانگ، فرودگاه سینینگ کائوجیابو، فرودگاه یینچوان هیدونگ فصلی: فرودگاه بین‌المللی پکن، فرودگاه بین‌المللی هانگجو ژیاشان، فرودگاه بین‌المللی هفئی ژینگیاو |
| هواپیمایی جنوبی چین                        | فرودگاه بین‌المللی چانگشا هوانگهوا، فرودگاه بین‌المللی بایون گوآنگجو، فرودگاه بین‌المللی گایلین لیانگ‌جیانگ، فرودگاه جییانگوشان، فرودگاه لانجو ژنگچوان، فرودگاه بین‌المللی نانینگ ووژو، فرودگاه بین‌المللی شنژن بن، فرودگاه بین‌المللی اورومچی دیووپو، فرودگاه بین‌المللی ووهان تیانهه، فرودگاه بین‌المللی ژنگژو سین‌ژنگ |
| چونگ‌کینگ ایرلاینز                          | فرودگاه بین‌المللی چنگچینگ ییانگبی |
| کوندور فلوگدینست                           | فصلی: فرودگاه بین‌المللی فرانکفورت |
| دلتا ایرلاینز                              | فرودگاه بین‌المللی ناریتا |
| دروک ایر                                   | فرودگاه باگدوگرا، فرودگاه بین‌المللی شاه‌جلال، فرودگاه بین‌المللی لوکپریرا گوپیناز بوردولوئی، فرودگاه پارو |
| ایستار جت                                  | فرودگاه بین‌المللی ججو، فرودگاه بین‌المللی اینچئون |
| اجیپت‌ایر                                   | فرودگاه بین‌المللی قاهره، فرودگاه بین‌المللی سوئکارنو-هتا، فرودگاه بین‌المللی کوالالامپور |
| ال عال                                     | فرودگاه بین‌المللی بن گوریون |
| هواپیمایی امارات                           | فرودگاه بین‌المللی کرایست‌چرچ، فرودگاه بین‌المللی دوبی، فرودگاه بین‌المللی هنگ کنگ، فرودگاه سیدنی |
| هواپیمایی اتیوپی                           | فرودگاه بین‌المللی بوول، فرودگاه بین‌المللی کوالالامپور |
| هواپیمایی اتحاد                            | فرودگاه بین‌المللی ابوظبی |
| یورووینگز اجرا توسط سان‌اکسپرس دویچلند      | فرودگاه کلن بن |
| اوا ایر                                    | فرودگاه اسخیپول آمستردام، فرودگاه هیترو لندن، فرودگاه بین‌المللی تائویوان تایوان، فرودگاه بین‌المللی وین |
| فن‌ایر                                      | فرودگاه هلسینکی |
| گارودا ایندونزیا                           | فرودگاه بین‌المللی سوئکارنو-هتا |
| گلف ایر                                    | فرودگاه بین‌المللی بحرین |
| هاینان ایرلاینز                            | فرودگاه بین‌المللی پکن، فرودگاه بین‌المللی هایکو میلان، فرودگاه بین‌المللی نانینگ ووژو |
| هنگ کنگ ایرلاینز                           | فرودگاه بین‌المللی هنگ کنگ |
| ایندی‌گو                                    | فرودگاه بین‌المللی نتاجی سبهاش چندر بوس |
| خطوط هوایی ژاپن                            | فرودگاه بین‌المللی چوبو سنترایر، فرودگاه بین‌المللی کانزای، فرودگاه هانه‌دا، فرودگاه بین‌المللی ناریتا |
| ججو ایر                                    | فرودگاه بین‌المللی گیمهی، فرودگاه بین‌المللی اینچئون |
| Jet Asia Airways                           | فرودگاه بین‌المللی ناریتا |
| جت‌استار                                    | فرودگاه ملبورن |
| Jetstar Asia Airways                       | فرودگاه فوکوئوکا، فرودگاه چانگی سنگاپور |
| Jetstar Pacific Airlines                   | فرودگاه بین‌المللی نوا به، فرودگاه سایگون |
| Jin Air                                    | فرودگاه بین‌المللی اینچئون |
| جونیائو ایرلاینز                           | فرودگاه بین‌المللی شانگهای پودنگ |
| کنیا ایرویز                                | فرودگاه بین‌المللی بایون گوآنگجو، فرودگاه بین‌المللی هنگ کنگ، فرودگاه بین‌المللی جومو کنیاتا |
| کی‌ال‌ام                                     | فرودگاه اسخیپول آمستردام |
| هواپیمایی کره                              | فرودگاه بین‌المللی گیمهی، فرودگاه بین‌المللی اینچئون |
| کویت ایرویز                                | فرودگاه بین‌المللی کویت، فرودگاه بین‌المللی نینوی آکوئینو |
| Lao Airlines                               | فرودگاه بین‌المللی لوآنگ پرابانگ، فرودگاه ساوانخت، فرودگاه بین‌المللی واتایی |
| لوفت‌هانزا                                  | فرودگاه بین‌المللی فرانکفورت |
| هواپیمایی ماهان                            | فرودگاه بین‌المللی امام خمینی |
| هواپیمایی مالزی                            | فرودگاه بین‌المللی کوالالامپور |
| Mega Maldives                              | فرودگاه بین‌المللی ابراهیم نصیر، فرودگاه بین‌المللی شنینگ تخین |
| میانمار ایرویز اینترنشنال                  | فرودگاه بین‌المللی یانگون |
| Myanmar National Airlines                  | فرودگاه بین‌المللی یانگون |
| نپال ایرلاینز                              | فرودگاه بین‌المللی تریبهوان |
| نوردویند ایرلاینز                          | فصلی: فرودگاه تالاگی، فرودگاه بین‌المللی ایرکوتسک، فرودگاه بین‌المللی قازان، فرودگاه کمروف، فرودگاه خاباروفسک ناوی، فرودگاه یملیانو، فرودگاه مینرالنیه وودی، فرودگاه نیژنوارتوفسک، فرودگاه استریگینو، فرودگاه تولمچوا، فرودگاه تسنترالنی، فرودگاه بولشویه ساوینو، فرودگاه روستوف-نا-دونو، فرودگاه بین‌المللی کورومچ، فرودگاه پالکوو، فرودگاه بین‌المللی سورگوت، فرودگاه بوگاشف، فرودگاه بین‌المللی اوفا، فرودگاه اولان‌اوده، فرودگاه بین‌المللی ولادی‌وستوک، فرودگاه کولتسوو |
| نروژین ایر شاتل                            | فرودگاه کپنهاگ، فرودگاه گاردرموئن اسلو، فرودگاه استکهلم-آرلاندا |
| اوکی ایرویز                                | فرودگاه بین‌المللی تیانجین بینهای، فرودگاه بین‌المللی شی‌آن شیان‌یانگ |
| عمان ایر                                   | فرودگاه بین‌المللی مسقط |
| اورینت تای ایرلاینز                        | فرودگاه بین‌المللی هنگ کنگ |
| هواپیمایی فیلیپین                          | فرودگاه بین‌المللی نینوی آکوئینو |
| کانتاس                                     | فرودگاه سیدنی |
| قطر ایرویز                                 | فرودگاه بین‌المللی حمد، فرودگاه بین‌المللی نوا به |
| Regent Airways                             | فرودگاه بین‌المللی شاه امانت، فرودگاه بین‌المللی شاه‌جلال |
| رویال برونئی                               | فرودگاه بین‌المللی برونئی |
| الملکیه الاردنیه                           | فرودگاه بین‌المللی ملکه علیا، فرودگاه بین‌المللی بایون گوآنگجو، فرودگاه بین‌المللی هنگ کنگ |
| اس۷ ایرلاینز                               | فرودگاه بین‌المللی ایرکوتسک، فرودگاه بین‌المللی ولادی‌وستوک (آغاز از ۳۰ اکتبر ۲۰۱۶) فصلی: فرودگاه یملیانو، فرودگاه تولمچوا |
| شاندونگ ایرلاینز                           | فرودگاه بین‌المللی جینان یاکیانگ، فرودگاه بین‌المللی کینگدائو لیوتینگ، فرودگاه بین‌المللی زیامن گائوچی |
| شانگهای ایرلاینز                           | فرودگاه بین‌المللی چنگچینگ ییانگبی، فرودگاه بین‌المللی شانگهای پودنگ |
| شنژن ایرلاینز                              | فرودگاه بین‌المللی فوژو چنگل، فرودگاه جییانگوشان، فرودگاه کوانژو جینجیانگ، فرودگاه بین‌المللی شنژن بن فصلی: فرودگاه بین‌المللی بایون گوآنگجو |
| سیچوان ایرلاینز                            | فرودگاه بین‌المللی چنگدو شوانگلیو، فرودگاه بین‌المللی هایکو میلان |
| سنگاپور ایرلاینز                           | فرودگاه چانگی سنگاپور |
| سیلک‌ایر                                    | فرودگاه چانگی سنگاپور |
| اسپایس‌جت                                   | فرودگاه بین‌المللی چنای، فرودگاه بین‌المللی نتاجی سبهاش چندر بوس |
| اسپرینگ ایرلاینز                           | فرودگاه بیهای فوچنگ، فرودگاه بین‌المللی چانگچون لونگییا، فرودگاه بین‌المللی فوژو چنگل، فرودگاه بین‌المللی هاربین تایپینگ، فرودگاه بین‌المللی هانگجو ژیاشان، فرودگاه لانجو ژنگچوان (آغاز از ۱ آوریل ۲۰۱۶)، فرودگاه بین‌المللی نانچانگ چانگبی، فرودگاه بین‌المللی شانگهای پودنگ، فرودگاه بین‌المللی شیاژونگ ژنگدینگ، فرودگاه یینچوان هیدونگ (آغاز از ۲ آوریل ۲۰۱۶) |
| سریلانکان ایرلاینز                         | فرودگاه بین‌المللی باندرانیکی، فرودگاه بین‌المللی بایون گوآنگجو، فرودگاه بین‌المللی هنگ کنگ |
| سوئیس اینترنشنال ایرلاینز                  | فرودگاه زوریخ |
| تای ایرویز اینترنشنال                      | فرودگاه اوکلند، فرودگاه بین‌المللی بنگالورو، فرودگاه بین‌المللی پکن، فرودگاه بریزبن، فرودگاه بروکسل، فرودگاه بین‌المللی گیمهی، فرودگاه بین‌المللی چانگشا هوانگهوا، فرودگاه بین‌المللی چنگدو شوانگلیو، فرودگاه بین‌المللی چنای، فرودگاه بین‌المللی چیانگ مای، فرودگاه بین‌المللی چنگچینگ ییانگبی، فرودگاه بین‌المللی باندرانیکی، فرودگاه کپنهاگ، فرودگاه بین‌المللی ایندیرا گاندی، فرودگاه بین‌المللی شاه‌جلال، فرودگاه بین‌المللی انگوراه رای، فرودگاه بین‌المللی دوبی، فرودگاه بین‌المللی فرانکفورت، فرودگاه فوکوئوکا، فرودگاه بین‌المللی بایون گوآنگجو، فرودگاه بین‌المللی نوا به، فرودگاه سایگون، فرودگاه بین‌المللی هنگ کنگ، فرودگاه بین‌المللی راجیو گاندی، فرودگاه بین‌المللی بینظیر بوتو، فرودگاه بین‌المللی سوئکارنو-هتا، فرودگاه بین‌المللی جناح، فرودگاه بین‌المللی تریبهوان، فرودگاه ساموی، فرودگاه بین‌المللی نتاجی سبهاش چندر بوس، فرودگاه کرابی، فرودگاه بین‌المللی کوالالامپور، فرودگاه بین‌المللی کونمینگ چانگشوی، فرودگاه بین‌المللی اقبال لاهوری، فرودگاه هیترو لندن، فرودگاه بین‌المللی لوآنگ پرابانگ، فرودگاه بین‌المللی ماندالای، فرودگاه بین‌المللی نینوی آکوئینو، فرودگاه ملبورن، فرودگاه میلانو مالپنسا، فرودگاه بین‌المللی چاتراپاتی شیواجی، فرودگاه مونیخ، فرودگاه بین‌المللی مسقط، فرودگاه بین‌المللی چوبو سنترایر، فرودگاه بین‌المللی کانزای، فرودگاه گاردرموئن اسلو، فرودگاه شارل دوگل پاریس، فرودگاه بین‌المللی پنانگ، فرودگاه پرث، فرودگاه بین‌المللی پنوم‌پن، فرودگاه بین‌المللی پوکت، فرودگاه لئوناردو دا وینچی-فیومیچینو، فرودگاه نیو چیتوز، فرودگاه بین‌المللی اینچئون، فرودگاه بین‌المللی شانگهای پودنگ، فرودگاه چانگی سنگاپور، فرودگاه استکهلم-آرلاندا، فرودگاه سیدنی، فرودگاه بین‌المللی تائویوان تایوان، فرودگاه هانه‌دا، فرودگاه بین‌المللی ناریتا، فرودگاه بین‌المللی واتایی، فرودگاه بین‌المللی زیامن گائوچی، فرودگاه بین‌المللی یانگون، فرودگاه زوریخ فصلی: فرودگاه گایا، فرودگاه سندای، فرودگاه بنارس |
| تای ایرویز اینترنشنال اجرا توسط Thai Smile | فرودگاه بین‌المللی چانگشا هوانگهوا، فرودگاه بین‌المللی چیانگ مای، فرودگاه بین‌المللی مائه فه لوانگ-چینگ رایی، فرودگاه بین‌المللی هت یای، فرودگاه خون‌کائن، فرودگاه بین‌المللی ماکائو، فرودگاه ناراتیوات، فرودگاه بین‌المللی پوکت، فرودگاه بین‌المللی سیم ریپ، فرودگاه سورات، فرودگاه اوبون راتچاتانی، فرودگاه بین‌المللی اودن تانی، فرودگاه بین‌المللی یانگون |
| Thai Vietjet Air                           | فصلی: فرودگاه گایا |
| تایگرایر                                   | فرودگاه چانگی سنگاپور |
| تیانجین ایرلاینز                           | فرودگاه بین‌المللی تیانجین بینهای |
| ترکیش ایرلاینز                             | فرودگاه بین‌المللی آتاترک |
| هواپیمایی ترکمنستان                        | فرودگاه عشق‌آباد |
| تی وی ایرلاینز                             | فرودگاه بین‌المللی اینچئون |
| هواپیمایی بین‌المللی اوکراین                | فرودگاه بین‌المللی بوریسپیل |
| اورال ایرلاینز                             | فرودگاه بین‌المللی پکن، فرودگاه بین‌المللی چانگچون لونگییا، فرودگاه بین‌المللی هاربین تایپینگ، فرودگاه خاباروفسک ناوی، فرودگاه کولتسوو |
| یوتی‌ایر اوییشن                             | فصلی: فرودگاه بین‌المللی ایرکوتسک، فرودگاه بین‌المللی قازان، فرودگاه تولمچوا، فرودگاه بولشویه ساوینو، فرودگاه روستوف-نا-دونو |
| ازبکستان ایرویز                            | فرودگاه بین‌المللی تاشکند |
| ویت‌جت ایر                                  | فرودگاه بین‌المللی نوا به، فرودگاه سایگون |
| ویتنام ایرلاینز                            | فرودگاه بین‌المللی نوا به، فرودگاه سایگون |
| ژیامن ایرلاینز                             | فرودگاه بین‌المللی فوژو چنگل، فرودگاه بین‌المللی هانگجو ژیاشان، فرودگاه کوانژو جینجیانگ، فرودگاه بین‌المللی زیامن گائوچی |

## شرکت‌های هواپیمایی و مقصدهای پروازی

### مسافری
| شرکت‌های هواپیمایی                          | مقصدهای پروازی |
| ------------------------------------------ | --- |
| آئروفلوت                                   | شرمتیوو |
| آئروفلوت اجرا توسط روسیه ایرلاینز          | چارتر فصلی: ونوکووا |
| ایر آستانه                                 | آلماتی، آستانه |
| ایر استرال                                 | رولاند گرو |
| ایر چاینا                                  | پکن، هانگجو ژیاشان، تیانجین بینهای |
| ایر فرانس                                  | شارل دوگل پاریس |
| ایر ایندیا                                 | چندی‌گر (آغاز از ۲۹ اکتبر ۲۰۱۷), ایندیرا گاندی، چاتراپاتی شیواجی |
| ایر ماکائو                                 | ماکائو |
| آل نیپون ایرویز                            | هانه‌دا، ناریتا |
| اژیا آتلانتیک ایرلاینز                     | انگوراه رای، هاربین تایپینگ، نیو چیتوز, شنینگ تخین |
| آسیانا ایرلاینز                            | اینچئون |
| آسترین ایرلاینز                            | وین |
| آذربایجان ایرلاینز                         | حیدر علی‌اف (آغاز از ۲۹ اکتبر ۲۰۱۷) |
| Azur Air                                   | چارتر فصلی: بارنائول، دوموده‌دوو، تولمچوا، تسنترالنی، روستوف-نا-دونو، سورگوت، رسچینو |
| بانکوک ایرویز                              | چیانگ مای، مائه فه لوانگ-چینگ رایی، دا نانگ، شاه‌جلال، ساموی، کرابی، لمپانگ، لوآنگ پرابانگ، ابراهیم نصیر، ماندالای، چاتراپاتی شیواجی، پنوم‌پن، فو کوئوک (آغاز از ۲۹ اکتبر ۲۰۱۷)، پوکت، سیم ریپ، سوخوتاهی، ترات، واتایی، یانگون |
| بیجینگ کپیتال ایرلاینز                     | لانگ‌دونگ‌بائو گوئی‌یانگ، شی‌آن شیان‌یانگ، ژان‌جیانگ |
| بیمان بنگلادش ایرلاینز                     | شاه‌جلال |
| بوتان ایرلاینز                             | گایا، نتاجی سبهاش چندر بوس، پارو |
| بریتیش ایرویز                              | هیترو لندن |
| کاتای پاسیفیک                              | هنگ کنگ، چانگی سنگاپور |
| سبو پسیفیک                                 | نینوی آکوئینو |
| چاینا ایرلاینز                             | گاوشیونگ، تائویوان تایوان |
| هواپیمایی شرقی چین                         | چنگدو شوانگلیو، کونمینگ چانگشوی، لانجو ژنگچوان، نانچانگ چانگبی، نانجینگ لوکو، نینگبو لیشه، کینگدائو لیوتینگ، شانگهای پودنگ، ونچو یونگچیانگ، ووهان تیانهه، سانن شوفانگ، ووسو تائی‌یوان، شی‌آن شیان‌یانگ، سینینگ کائوجیابو، یینچوان هیدونگ فصلی: پکن، هانگجو ژیاشان، هفئی ژینگیاو |
| هواپیمایی جنوبی چین                        | چانگشا هوانگهوا، بایون گوآنگجو، گایلین لیانگ‌جیانگ، لانگ‌دونگ‌بائو گوئی‌یانگ، جییانگوشان، لانجو ژنگچوان، نانینگ ووژو، شنینگ تخین، شنژن بن، اورومچی دیووپو، ووهان تیانهه، ژنگژو سین‌ژنگ |
| دروک ایر                                   | باگدوگرا، گایا، لوکپریرا گوپیناز بوردولوئی، نتاجی سبهاش چندر بوس، پارو |
| ایستار جت                                  | ججو، اینچئون |
| هواپیمایی مصر                              | قاهره |
| ال عال                                     | بن گوریون |
| هواپیمایی امارات                           | دوبی، هنگ کنگ، سیدنی |
| هواپیمایی اتیوپی                           | بوول |
| هواپیمایی اتحاد                            | ابوظبی |
| یورو وینگز اجرا توسط سان‌اکسپرس دویچلند     | فصلی: کلن بن، مونیخ (آغاز از ۱۵ ژوئن ۲۰۱۸) |
| اوا ایر                                    | اسخیپول آمستردام، هیترو لندن، تائویوان تایوان، وین |
| فن‌ایر                                      | هلسینکی |
| فلای‌دبی                                    | دوبی |
| گارودا ایندونزیا                           | سوئکارنو-هتا، چاتراپاتی شیواجی |
| گلف ایر                                    | بحرین |
| هاینان ایرلاینز                            | پکن، هایکو میلان، نانینگ ووژو، سانیا فونیکس |
| هبئی ایرلاینز                              | شیاژونگ ژنگدینگ |
| هنگ کنگ ایرلاینز                           | هنگ کنگ |
| ایندی‌گو                                    | نتاجی سبهاش چندر بوس |
| خطوط هوایی ژاپن                            | چوبو سنترایر، کانزای، هانه‌دا، ناریتا |
| JC International Airlines                  | پنوم‌پن |
| ججو ایر                                    | گیمهی، اینچئون |
| Jet Asia Airways                           | ناریتا، سوئکارنو-هتا |
| جت‌استار                                    | ملبورن |
| Jetstar Asia Airways                       | چانگی سنگاپور |
| Jetstar Pacific Airlines                   | نوا به، تان سون نهات، فو بای چارتر: کام رانح |
| Jin Air                                    | اینچئون فصلی: ججو |
| جونیائو ایرلاینز                           | شانگهای پودنگ، شنینگ تخین |
| کنیا ایرویز                                | بایون گوآنگجو، هنگ کنگ، جومو کنیاتا |
| کاال‌ام                                     | اسخیپول آمستردام |
| کورین ایر                                  | گیمهی، اینچئون |
| کویت ایرویز                                | کویت |
| Lao Airlines                               | لوآنگ پرابانگ، ساوانخت، واتایی، پاکسه |
| لوت پولیش ایرلاینز                         | چارتر فصلی: شوپن ورشو |
| Lucky Air                                  | کونمینگ چانگشوی |
| لوفت‌هانزا                                  | فرانکفورت |
| هواپیمایی ماهان                            | امام خمینی |
| مالزی ایرلاینز                             | کوالالامپور |
| Maldivian                                  | چنگدو شوانگلیو، ابراهیم نصیر |
| میانمار ایرویز اینترنشنال                  | ماندالای، یانگون |
| Myanmar National Airlines                  | ماندالای، یانگون |
| نپال ایرلاینز                              | تریبهوان |
| نوردویند ایرلاینز                          | چارتر فصلی: تالاگی، خاباروفسک ناوی، مینرالنیه وودی، روستوف-نا-دونو, پالکوو، یوژنو-ساخالینسک |
| نروجین ایر شاتل اجرا توسط نروجین لانگ هاول | کپنهاگ، گاردرموئن اسلو، استکهلم-آرلاندا |
| اوکی ایرویز                                | تیانجین بینهای، شی‌آن شیان‌یانگ |
| عمان ایر                                   | مسقط |
| اورینت تای ایرلاینز                        | هنگ کنگ |
| Peach                                      | ناها |
| فیلیپین ایرلاینز                           | نینوی آکوئینو |
| کانتاس                                     | سیدنی |
| هواپیمایی قطر                              | حمد، نوا به |
| Regent Airways                             | شاه امانت، شاه‌جلال |
| رویال برونئی                               | برونئی |
| رویال فلایت                                | چارتر فصلی: بارنائول، قازان، کمروف، یملیانو، تولمچوا، تسنترالنی، ولادی‌وستوک |
| الملکیه الاردنیه                           | ملکه علیا، هنگ کنگ، کوالالامپور |
| اس۷ ایرلاینز                               | ایرکوتسک، تولمچوا فصلی: یملیانو، ولادی‌وستوک |
| Scoot                                      | چانگی سنگاپور |
| شاندونگ ایرلاینز                           | جینان یاکیانگ، کونمینگ چانگشوی، کینگدائو لیوتینگ، اورومچی دیووپو، زیامن گائوچی |
| شانگهای ایرلاینز                           | پکن، چنگچینگ ییانگبی، شانگهای پودنگ، ونچو یونگچیانگ |
| شنژن ایرلاینز                              | فوژو چنگل، جییانگوشان، نانجینگ لوکو (آغاز از ۱۰ اوت ۲۰۱۷), کوانژو جینجیانگ، شنژن بن، سانن شوفانگ، شی‌آن شیان‌یانگ، Yuncheng (آغاز از ۱۰ اوت ۲۰۱۷) فصلی: بایون گوآنگجو |
| سیچوان ایرلاینز                            | چنگدو شوانگلیو، هایکو میلان، سانیا فونیکس |
| سنگاپور ایرلاینز                           | چانگی سنگاپور |
| اسپایس‌جت                                   | ایندیرا گاندی، نتاجی سبهاش چندر بوس |
| اسپرینگ ایرلاینز                           | بیهای فوچنگ، چانگچون لونگییا، چانگجو بنیو، چنگدو شوانگلیو، دالیان ژووشویزی، فوژو چنگل، هاربین تایپینگ، هانگجو ژیاشان، هوهوت بایتا، جینان یاکیانگ، لانجو ژنگچوان، لویانگ بیجیائو، نانچانگ چانگبی، نینگبو لیشه، شانگهای پودنگ، شنینگ تخین، شیاژونگ ژنگدینگ، یانگژو تایژو، یینچوان هیدونگ |
| سریلانکان ایرلاینز                         | باندرانیکی، بایون گوآنگجو |
| سوئیس اینترنشنال ایرلاینز                  | زوریخ |
| تای ایرویز اینترنشنال                      | اوکلند، بنگالورو، پکن، بریزبن، بروکسل، گیمهی، چنگدو شوانگلیو، چنای، چیانگ مای، باندرانیکی، کپنهاگ، ایندیرا گاندی، شاه‌جلال، انگوراه رای، دوبی، فرانکفورت، فوکوئوکا، بایون گوآنگجو، نوا به، تان سون نهات، هنگ کنگ، راجیو گاندی، بینظیر بوتو، سوئکارنو-هتا، جناح، تریبهوان، ساموی، نتاجی سبهاش چندر بوس، کرابی، کونمینگ چانگشوی، کوالالامپور، اقبال لاهوری، هیترو لندن، نینوی آکوئینو، ملبورن، میلانو مالپنسا، دوموده‌دوو، چاتراپاتی شیواجی، مونیخ، مسقط، چوبو سنترایر، کانزای، گاردرموئن اسلو، شارل دوگل پاریس، پرث، پنوم‌پن، پوکت، لئوناردو دا وینچی-فیومیچینو، نیو چیتوز، اینچئون، شانگهای پودنگ، چانگی سنگاپور، استکهلم-آرلاندا، سیدنی، تائویوان تایوان، امام خمینی، هانه‌دا، ناریتا، وین (برقراری مجدد از ۱۶ نوامبر ۲۰۱۷)، واتایی، زیامن گائوچی، یانگون، زوریخ Hajj Charter: ملک عبدالعزیز، شاهزاده محمد بن عبدالعزیز چارتر فصلی: ائوموری، هاناماکی، کوماتسو، سندای |
| Thai Smile                                 | چانگشا هوانگهوا، چیانگ مای، مائه فه لوانگ-چینگ رایی، شاه امانت، چنگچینگ ییانگبی، هت یای، جایپور، خون‌کائن، کوتا کینابالو، کرابی، کوالالامپور، لوآنگ پرابانگ (برقراری مجدد از ۱ اکتبر ۲۰۱۷), اماوسی، ماندالای، ناراتیوات، پنانگ، پنوم‌پن، پوکت، سیم ریپ، سورات، اوبون راتچاتانی، اودن تانی، واتایی، یانگون، ژنگژو سین‌ژنگ Seasonal: گایا، گاوشیونگ (آغاز از ۱ اکتبر ۲۰۱۷)، بنارس |
| Thai Vietjet Air                           | چیانگ مای، کت بای، نوا به، تان سون نهات، پوکت Seasonal: گایا چارتر: کن دو، هوالین، فو بای، تیچون، تهو خوان |
| ترکیش ایرلاینز                             | آتاترک |
| هواپیمایی ترکمنستان                        | عشق‌آباد |
| تی وی ایرلاینز                             | اینچئون |
| هواپیمایی بین‌المللی اوکراین                | بوریسپیل |
| اورال ایرلاینز                             | پکن، چانگچون لونگییا، هاربین تایپینگ، ایرکوتسک, خاباروفسک ناوی، اوردوس ایجین هورو فصلی: ولادی‌وستوک |
| US-Bangla Airlines                         | شاه امانت، شاه‌جلال |
| ازبکستان ایرویز                            | تاشکند |
| ویت‌جت ایر                                  | نوا به، تان سون نهات |
| ویتنام ایرلاینز                            | دا نانگ، نوا به، تان سون نهات |
| ژیامن ایرلاینز                             | دالیان ژووشویزی، فوژو چنگل، هانگجو ژیاشان، کوانژو جینجیانگ، زیامن گائوچی |

### باری
| شرکت‌های هواپیمایی                 | مقصدهای پروازی                                                   |
| --------------------------------- | ---------------------------------------------------------------- |
| ایر هنگ‌کنگ                        | هنگ کنگ، پنانگ                                                   |
| آل نیپون ایرویز                   | کانزای، چانگی سنگاپور، تائویوان تایوان، ناریتا                   |
| آسیانا ایرلاینز                   | اینچئون                                                          |
| Cardig Air                        | هنگ کنگ، سوئکارنو-هتا، چانگی سنگاپور                             |
| کارگولوکس                         | حیدر علی‌اف، لوگزامبورگ - فیندل، شانگهای پودنگ، زیامن گائوچی      |
| کاتای پاسیفیک                     | هنگ کنگ، پنانگ، چانگی سنگاپور                                    |
| چاینا ایرلاینز                    | ابوظبی، چنگدو شوانگلیو، لوگزامبورگ - فیندل، تائویوان تایوان      |
| چاینا کارگو ایرلاینز              | شانگهای پودنگ                                                    |
| دی‌اچ‌ال اوییشن اجرا توسط آئرولوگیک | لایپزیگ/هال                                                      |
| اوا ایر                           | سوئکارنو-هتا، پنانگ، چانگی سنگاپور، تائویوان تایوان              |
| فدکس اکسپرس                       | بایون گوآنگجو، پنانگ                                             |
| کی-مایل ایر                       | تان سون نهات، چانگی سنگاپور، سوئکارنو-هتا                        |
| کورین ایر                         | اینچئون، چانگی سنگاپور، چنای                                     |
| لوفت‌هانزا کارگو                   | فرانکفورت، چاتراپاتی شیواجی، شارجه                               |
| ام‌ای‌اس کارگو                      | کوالالامپور                                                      |
| نیپون کارگو ایرلاینز              | چانگی سنگاپور، ناریتا                                            |
| سنگاپور ایرلاینز کارگو            | شانگهای پودنگ، چانگی سنگاپور                                     |
| ترکیش ایرلاینز                    | آلماتی، ایندیرا گاندی، آتاترک، تاشکند، اقبال لاهوری، بینظیر بوتو |
| یوپی‌اس ایرلاینز                   | کلن بن، چاتراپاتی شیواجی                                         |
| Yanda Airlines                    | کویمباتور، ایندیرا گاندی، پون، اینچئون، شانگهای پودنگ، ناریتا    |
| یانگتزه ریور اکسپرس               | شانگهای پودنگ                                                    |